# Noord-Cyprus op het Türkvizyonsongfestival
Noord-Cyprus neemt sinds de eerste editie in 2013 deel aan het Türkvizyonsongfestival. De regio heeft in totaal 3 keer deelgenomen aan het festival.

## Geschiedenis

### 2013
Noord-Cyprus was een van de 25 deelnemende landen en regio's aan het eerste Türkvizyonsongfestival in 2013. Als een van de weinige regio's organiseerde de omroep een nationale finale om te bepalen welke artiest naar het Turkse Eskişehir zou trekken. In deze selectie namen 10 artiesten het tegen elkaar op. De groep Gommalar wist de overige finalisten te verslaan met het nummer Ayrıntılar waardoor ze de eer kregen om Noord-Cyprus te vertegenwoordigen. 
De groep besloot echter om niet met het lied waarmee ze de nationale finale wonnen deel te nemen, maar met een ander lied: Havalanıyor. In Turkije moest Noord-Cyprus eerst aantreden in de halve finale. Deze werd overleefd waardoor de regio twee dagen later mocht optreden in de finale. Hierin moest Gommalar als tiende aan de bak. Noord-Cyprus eindigde de avond op de 10de plaats.

### 2014
In juli 2014 meldde Kıbrıs Genç TV dat Noord-Cyprus opnieuw zou deelnemen aan het festival. Ook voor deze editie zou de omroep via een nationale preselectie bepalen welke kandidaat naar het festival zou gaan. İpek Amber wist hierin de overige drie kandidaten te verslaan met haar lied Sessiz gidiş.
Ondanks deze nationale preselectie verscheen Noord-Cyprus toch niet op het festival, aangezien Rusland, waar het festival dat jaar georganiseerd werd, Noord-Cyprus niet als een officieel land erkent. Hierdoor kwam de Noord-Cypriotische deelneemster İpek Amber met haar Noord-Cypriotische nationaliteit Rusland niet binnen.

### 2015
Voor de editie in 2015 meldde Noord-Cyprus zich opnieuw aan. Nadat de Noord-Cypriotische deelnemer vorig jaar Rusland niet kon betreden met een Noord-Cypriotisch paspoort zou dat dit jaar geen probleem zijn aangezien het festival opnieuw in Turkije georganiseerd zou worden.
De omroep besloot ditmaal intern te bepalen welke artiest naar het festival mocht gaan. İpek Amber kreeg opnieuw vertrouwen van de omroep die besloot haar een tweede kans te geven en haar opnieuw naar het festival te sturen. Amber trad aan met het lied Sessiz gidiş, waarmee ze eigenlijk het jaar voordien al zou deelnemen. Voor het eerst was er geen halve finale op het Türkvizyonsongfestival, maar traden alle 21 deelnemers aan in één grote finale. Noord-Cyprus was als dertiende aan de beurt, na de inzending van Kosovo en voor Macedonië. Een negende plaats werd het eindresultaat, wat tot op heden nog altijd het beste Noord-Cypriotische resultaat op het festival is.

### 2016
De Noord-Cypriotische omroep maakte al snel bekend dat de regio ook zou deelnemen aan de vierde editie in 2016 dat opnieuw in Istanboel georganiseerd zou worden. Begin december werd het festival echter verplaatst naar maart 2017 en zou de organisatie in handen komen van de Kazachse omroep. Uiteindelijk werd ook deze datum verschoven naar september 2017 en nadien zelfs geannuleerd.

### 2020
Bij de heropstart van het festival in 2020 was Noord-Cyprus opnieuw van de partij. De Noord-Cypriotische omroep Kıbrıs Genç TV besloot om de inzending wederom intern te kiezen. De keuze viel op Çağıl İşgüzar en zijn lied Acitir hep hayallerım. Omwille van de coronapandemie moesten alle deelnemers hun inzending op voorhand filmen en vond het festival zodoende online plaats. İşgüzar kwam als vijfde aan de beurt en sloot de avond af op een teleurstellende 21ste plaats, van de 26 deelnemers. Dit was de eerste keer dat een Noord-Cypriotische inzending niet bij de beste tien wist te eindigen.

## Noord-Cypriotische deelnames
| Jaar | Artiest    | Titel                 | Fin. | Ptn. | Semi | Ptn. | Taal  |
| ---- | ---------- | --------------------- | ---- | ---- | ---- | ---- | ----- |
| 2013 | Gommalar   | Havalanıyor           | 10   | 175  | -    | -    | Turks |
| 2015 | İpek Amber | Sessiz gidiş          | 9    | 154  |      |      | Turks |
| 2020 | Çağıl      | Acitir hep hayallerım | 21   | 171  |      |      | Turks |

| Kleur | Betekenis      |
| ----- | -------------- |
|       | Eerste plaats  |
|       | Tweede plaats  |
|       | Derde plaats   |
|       | Laatste plaats |
|       | Gastland       |